# Radio Galega Música
Radio Galega Música és una emissora de ràdio pública gallega integrada a la Corporación de Radio-Televisión de Galicia que va començar a emetre el 3 de març de 2004 per FM, DAB i internet. Emet en format radiofórmula, tot i que a la seva programació també hi tenen cabuda les classe per adults i de gallec, a més de programes de divulgació musical, com el clàssic Lume na palleira.

## Imatge corporativa

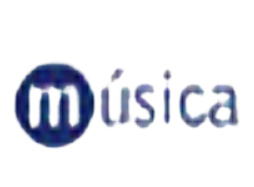
Logo des de 2004 fins a 2006
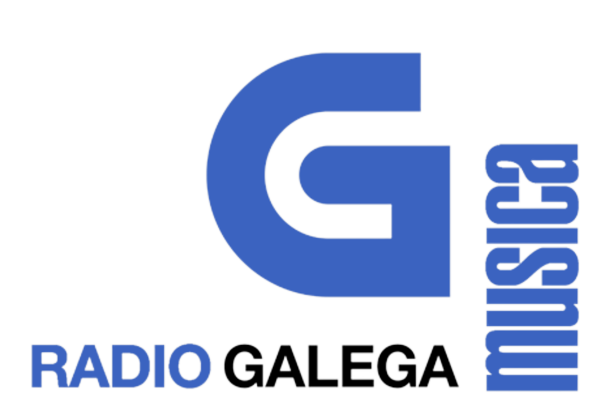
Logo des de 2006 fins a 2019
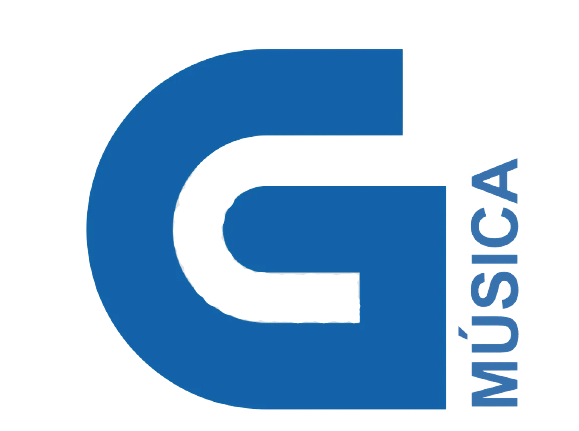
Logo des de 2019